# Museo del Azulejo Manolo Safont
El Museo del Azulejo «Manolo Safont» (en valenciano, Museu del Taulell «Manolo Safont») es un museo situado en la localidad de Onda (Provincia de Castellón, España). Fue inaugurado en 2004 para albergar el antiguo Museo de la Cerámica existente desde 1968. Está dedicado a la cerámica de aplicación arquitectónica y conserva más de veinte mil piezas que van desde la azulejería clásica hasta la actualidad. Reúne las colecciones de cerámicas procedentes de alfares e industrias cerámicas de la localidad de los siglos xix y xix, con un interesante capítulo de azulejería decimonónica y modernista. Está dedicado al pintor y ceramista Manolo Safont. El museo también alberga colecciones de máquinas, herramientas y archivos documentales (dibujos, catálogos, fotografías,...) relacionados con la fabricación, el diseño y la comercialización de los azulejos.

## Historia
Durante el transcurso del siglo XIX las fábricas de Onda elaboraron indistintamente azulejos y piezas de forma; de estas últimas producciones se conserva una importante colección de lozas de Onda y Ribesalbes. No obstante, se ha producido un paulatino abandono en la fabricación de estas últimas a favor de las piezas planas, debido a la gran demanda de azulejos en la arquitectura a partir de la segunda mitad del siglo XIX.
Pero es a partir de la arquitectura modernista cuando se produce una verdadera eclosión de la producción, distribuida entre las casi cuarenta fábricas abiertas entre finales del siglo XIX y primer tercio del siglo XX en Onda. Las demandas por parte de arquitectos como Antonio Gaudí, revitalizan los diseños y las composiciones, de ahí que reúna quizá una de las mejores colecciones de azulejos modernista. Parte de ese material procede de fábrica "J. B. Segarra" Bernat, donde trabajó el ceramista Juan Bautista Alós. También se ha recuperado una parte de las piezas realizadas por la Escuela Provincial de Cerámica de Onda (1925-1938), que fue centro de formación para jóvenes ceramistas de toda la provincia.
Las instalaciones incluyen asimismo colecciones de objetos de valor etnológicos (prensa, máquinas, herramientas,...) y archivos documentales diversos (dibujos, trepas, catálogos, fotografías,..) relacionados con el proceso de fabricación, diseño y comercio del azulejo. En 2004, se inauguró una nueva sede diseñada por los arquitectos Elio Piñón y Albert Villaplana.